# Call on Me
"Call on Me" é uma canção da cantora americana Janet Jackson com vocais convidados do rapper compatriota Nelly, do nono álbum de estúdio de Jackson, 20 Y.O. (2006). Foi escrita por Jermaine Dupri, Johntá Austin, James Phillips, Cornell Haynes Jr., James Harris III, Terry Lewis, e produzida por Dupri, Phillips, Jam e Lewis, além de Jackson. "Call on Me" foi lançada como o primeiro single do álbum em 19 de junho de 2006, através da gravadora Virgin Records. A música é uma balada de andamento mediano que liricamente trata sobre ligar para uma pessoa para que ela a ouça quando é necessário.
"Call on Me" recebeu críticas mistas dos críticos musicais, embora alguns a tenham escolhido como uma das melhores faixas do álbum, chamando-a de uma balada "adorável e elegante". A canção foi um sucesso comercial moderado, tornando-se seu single de maior sucesso em alguns países desde "All for You" em 2001. Nos Estados Unidos, alcançou a posição de número 25 na Billboard Hot 100. Além disso, passou duas semanas não consecutivas no topo da tabela Hot R&B/Hip-Hop Songs, tornando-se o décimo sexto single de Jackson a alcançar o topo. Internacionalmente, a canção alcançou os vinte primeiros lugares em países como Irlanda, Itália, Nova Zelândia e Reino Unido.
O videoclipe de "Call on Me" foi dirigido por Hype Williams e levou dez dias para ser concluído. Incorpora estilos indianos, asiáticos e africanos, com uma mistura de roupas e penteados. As roupas usadas no vídeo incluíam um quimono especialmente projetado, espartilho de metal e salto plataforma de nove polegadas. "Call on Me" é considerado um dos videoclipes mais caros de todos os tempos, com um custo de produção de mais de US$ 1.000.000. Após seu lançamento, foi relatado que o vídeo foi colocado na lista negra da MTV, após o incidente no intervalo do Super Bowl em 2004, que foi co-produzido pela rede. Para promover a faixa, Jackson cantou a música com Nelly no programa de TV Today, bem como em duas de suas turnês.